# 極東選手権競技大会バスケットボール競技
バスケットボールは、極東選手権競技大会において8つの競技の1つとして行われた。

## 歴代大会結果

### 第1回
第1回極東選手権競技大会においては、フィリピンが優勝した。日本は出場していない。

### 第2回
第2回極東選手権競技大会においては、フィリピンが優勝した。日本は出場していない。

### 第3回

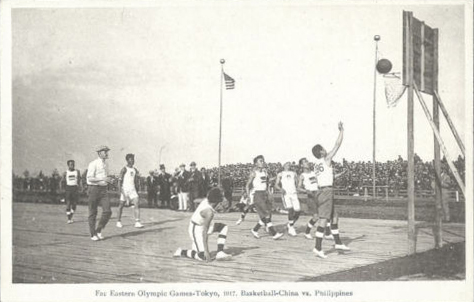
中国対フィリピンの試合

第3回極東選手権競技大会において、バスケットボール競技に日本が初出場した。日本からは佐藤金一をキャプテンとする京都YMCAチームが日本代表チームとして出場した。日本は中国とフィリピンに敗れ2戦2敗であった。フィリピンが優勝、中国が2位、日本が3位であった。
| 1917年（大正6年）5月 |

| [ 4 ] |

| 中国 35, 日本 16            |
| ハーフ・スコア: 20-6, 15-10 |

| 1917年（大正6年）5月 |

| [ 4 ] |

| フィリピン 38, 中国 17      |
| ハーフ・スコア: 28-5, 10-12 |

| 1917年（大正6年）5月 |

| [ 4 ] |

| フィリピン 39, 日本 14      |
| ハーフ・スコア: 26-4, 13-10 |

### 第4回
第4回極東選手権競技大会においては、フィリピンが優勝した。日本は出場していない。

### 第5回
第5回極東選手権競技大会には、日本が再び出場した。東京YMCAが母体となり、薬師寺尊正、神田真輔、野村憲夫、坂本郵次、石橋賢三、高見澤忠雄、齋藤喜八郎が出場した。日本は中国とフィリピンに敗れ2戦2敗であった。中国が優勝し、フィリピンが2位、日本が3位であった。
| 1921年（大正10年）5月30日-6月4日 |

| [ 4 ] |

| 中国 30, フィリピン 27       |
| ハーフ・スコア: 14-17, 16-10 |

| 1921年（大正10年）5月30日-6月4日 |

| [ 4 ] |

| フィリピン 48, 日本 21      |
| ハーフ・スコア: 30-9, 18-12 |

| 1921年（大正10年）5月30日-6月4日 |

| [ 4 ] |

| 中国 32, 日本 29            |
| ハーフ・スコア: 19-20, 13-9 |

### 第6回

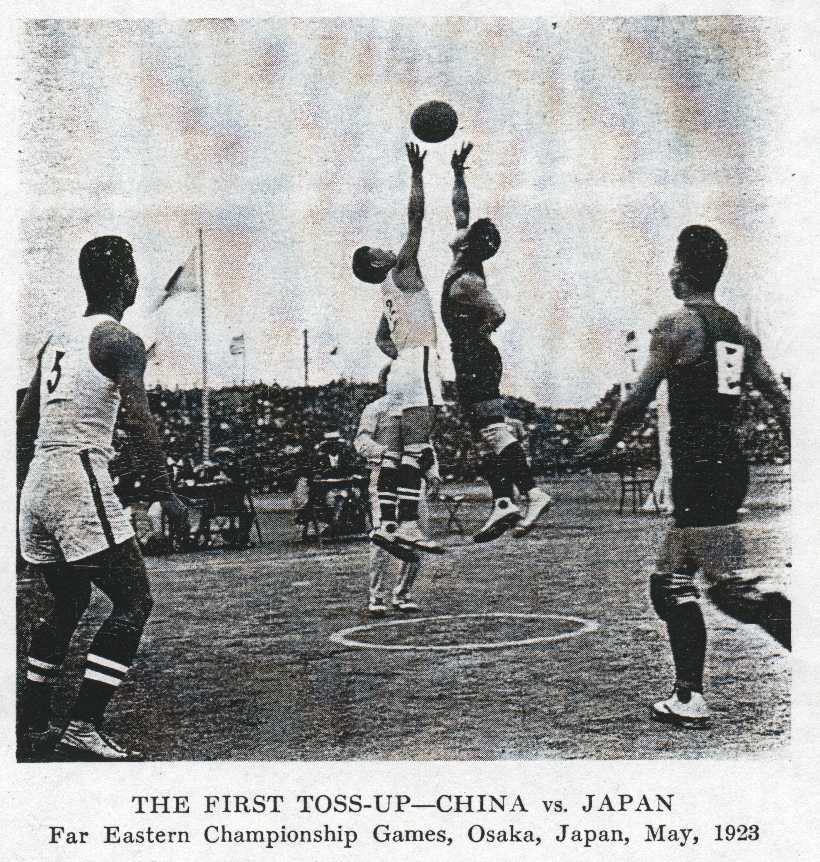
1923年の第6回大会における中国対日本の試合

第6回極東選手権競技大会においても東京YMCAが主体のチームが日本代表として出場し、薬師寺、坂本、野村憲夫、石橋、高見澤、横山一郎、福岡金平、神田、小林豊に立教大学の野村瞳、松崎一雄、佐々木権三郎を加えたメンバーが出場した。フィリピンが優勝し、中国が2位、日本が3位であった。
| 1923年（大正12年）5月21日-26日 |

| [ 4 ] |

| 中国 52, 日本 16            |
| ハーフ・スコア: 20-14, 32-2 |

| 1923年（大正12年）5月21日-26日 |

| [ 4 ] |

| フィリピン 41, 中国 14     |
| ハーフ・スコア: 14-9, 27-5 |

| 1923年（大正12年）5月21日-26日 |

| [ 4 ] |

| フィリピン 41, 日本 31       |
| ハーフ・スコア: 32-19, 19-12 |

### 第7回
第7回極東選手権競技大会においては東京YMCAの横山、石橋、高見澤、三橋義雄、神田、小林、齋藤順、小森一男、三橋誠、杉浦安次郎らが出場した。中国とフィリピンとの2回戦総当たりのリーグ戦方式で戦ったが、0勝4敗と大敗した。フィリピンが優勝し、中国が2位、日本が3位であった。
| 1925年（大正14年）5月16日-23日 |

| [ 4 ] |

| 中国 41, 日本 9            |
| ハーフ・スコア: 25-5, 16-4 |

| 1925年（大正14年）5月16日-23日 |

| [ 4 ] |

| フィリピン 40, 中国 31       |
| ハーフ・スコア: 22-16, 18-15 |

| 1925年（大正14年）5月16日-23日 |

| [ 4 ] |

| 中国 24, 日本 15           |
| ハーフ・スコア: 6-5, 18-10 |

| 1925年（大正14年）5月16日-23日 |

| [ 4 ] |

| フィリピン 49, 中国 27       |
| ハーフ・スコア: 26-15, 23-12 |

### 第8回
第8回極東選手権競技大会においては、接戦ができるほど実力が向上した。メンバーはガードとして中村、佐藤、高田、青柳、内田、フォワードとして野村、田中、大橋、清水、センターとして東城などが出場した。フィリピンが優勝し、中国が2位、日本が3位であった。
| 1927年（昭和2年）8月27日-9月1日 |

| [ 4 ] |

| 中国 39, 日本 19            |
| ハーフ・スコア: 19-10, 20-9 |

| 1927年（昭和2年）8月27日-9月1日 |

| [ 4 ] |

| フィリピン 42, 中国 24      |
| ハーフ・スコア: 15-9, 27-15 |

| 1927年（昭和2年）8月27日-9月1日 |

| [ 4 ] |

| フィリピン 30, 日本 27       |
| ハーフ・スコア: 15-17, 15-10 |

| 1927年（昭和2年）8月27日-9月1日 |

| [ 4 ] |

| 中国 37, 日本 23            |
| ハーフ・スコア: 18-15, 19-8 |

| 1927年（昭和2年）8月27日-9月1日 |

| [ 4 ] |

| フィリピン 28, 中国 27       |
| ハーフ・スコア: 13-15, 15-12 |

| 1927年（昭和2年）8月27日-9月1日 |

| [ 4 ] |

| フィリピン 50, 日本 28       |
| ハーフ・スコア: 25-12, 25-16 |

### 第9回
第9回極東選手権競技大会においては、ガードとして大庭哲夫、土肥一雄、剣持保六、小林正一、フォワードとして野村瞳、大橋貞雄、植田義巳、井上陽一、センターとして大内哲彦、田中秀次郎の10人が出場した。各国2回戦ずつ試合を行ったが中国に2勝し、フィリピンと1勝1敗となり、フィリピンとの決勝で敗れた。フィリピンが優勝し、日本が2位、中国が3位であった。
| 1930年（昭和5年）5月24日-30日 |

| [ 4 ] |

| 日本 39, 中国 24             |
| ハーフ・スコア: 15-12, 24-12 |

| 1930年（昭和5年）5月24日-30日 |

| [ 4 ] |

| フィリピン 39, 中国 34       |
| ハーフ・スコア: 19-19, 20-15 |

| 1930年（昭和5年）5月24日-30日 |

| [ 4 ] |

| フィリピン 33, 日本 26       |
| ハーフ・スコア: 13-13, 20-13 |

| 1930年（昭和5年）5月24日-30日 |

| [ 4 ] |

| フィリピン 45, 日本 36       |
| ハーフ・スコア: 18-22, 27-14 |

| 1930年（昭和5年）5月24日-30日 |

| [ 4 ] |

| 日本 35, 中国 21             |
| ハーフ・スコア: 21-11, 14-10 |

| 1930年（昭和5年）5月24日-30日 |

| [ 4 ] |

| フィリピン 48, 中国 43       |
| ハーフ・スコア: 15-30, 33-13 |

| 1930年（昭和5年）5月24日-30日 |

| [ 4 ] |

| 日本 38, フィリピン 29       |
| ハーフ・スコア: 20-16, 18-13 |

### 第10回
第10回極東選手権競技大会においては緒戦で中国に敗れ優勝することはできなかった。フィリピンが優勝し、中国が2位、日本が3位であった。
| 1934年（昭和9年） |

| [ 4 ] |

| 中国 42, 日本 26            |
| ハーフ・スコア: 18-7, 24-19 |

| 1934年（昭和9年） |

| [ 4 ] |

| フィリピン 37, 中国 27       |
| ハーフ・スコア: 23-13, 14-14 |

| 1934年（昭和9年） |

| [ 4 ] |

| フィリピン 51, 日本 35       |
| ハーフ・スコア: 29-16, 22-19 |

| 1934年（昭和9年） |

| [ 4 ] |

| 中国 48, 日本 47             |
| ハーフ・スコア: 23-19, 25-28 |

| 1934年（昭和9年） |

| [ 4 ] |

| フィリピン 44, 中国 33       |
| ハーフ・スコア: 20-20, 24-13 |

| 1934年（昭和9年） |

| [ 4 ] |

| 日本 40, フィリピン 38       |
| ハーフ・スコア: 20-18, 20-20 |